# Автомагістраль М8 (Велика Британія)
Автомагістраль М8 — найзавантаженіша Автомагістраль в Шотландії та одна з найзавантаженіших у Великій Британії. Сполучає два найбільші міста країни, Глазго та Единбург, і обслуговує інші великі громади, зокрема Ердрі, Котбридж, Грінок, Лівінгстон і Пейслі. Автострада має 97 км завдовжки. Великий будівельний проект із будівництва останньої ділянки між Ньюхаусом і Бейлістоном було завершено 30 квітня 2017 року. На автомагістралі є одна станція технічного обслуговування Heart of Scotland Services, яка раніше називалася Harthill через близькість до села.

## Історія

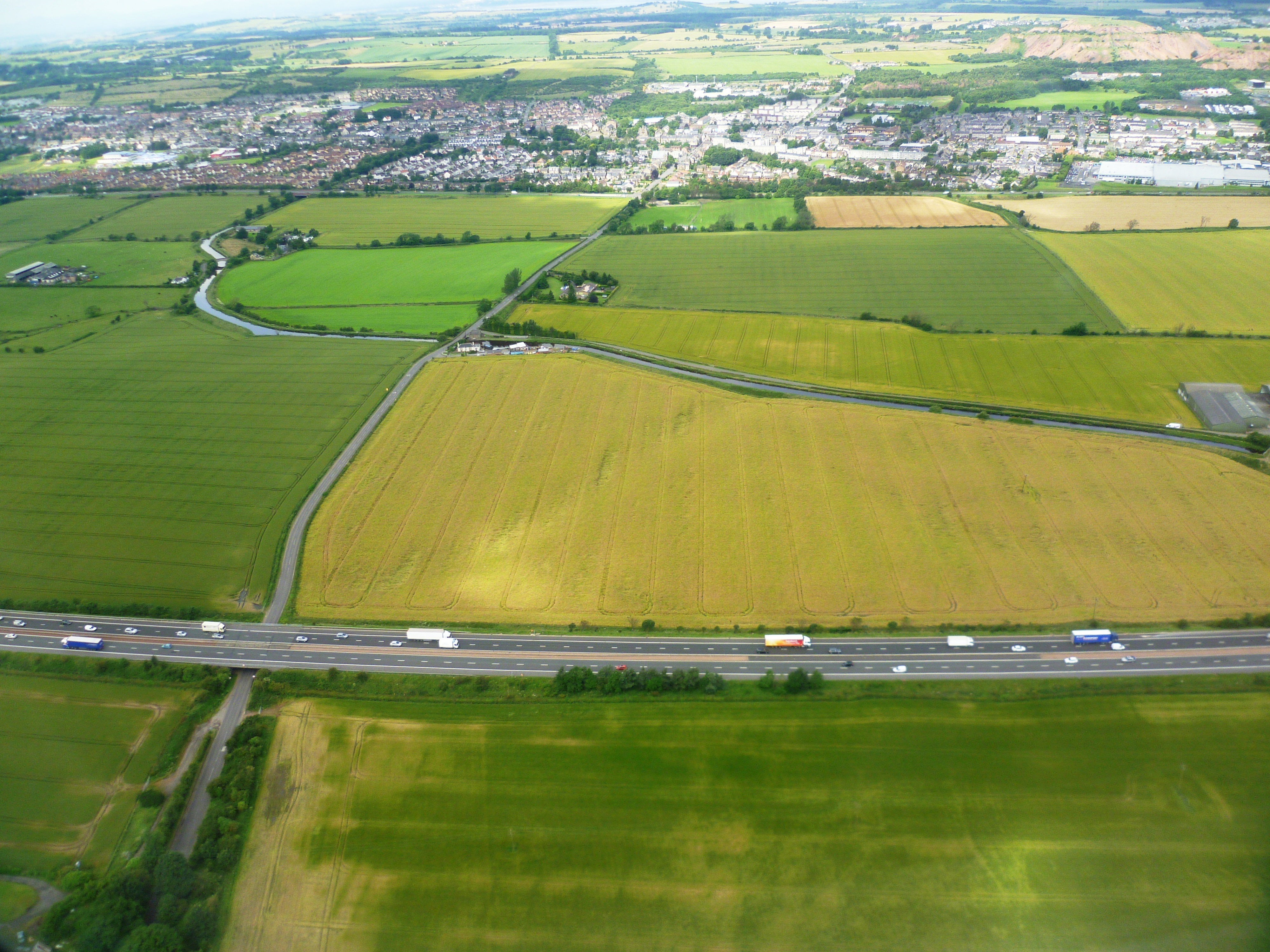
M8 на південь від Броксберна, Західний Лотіан

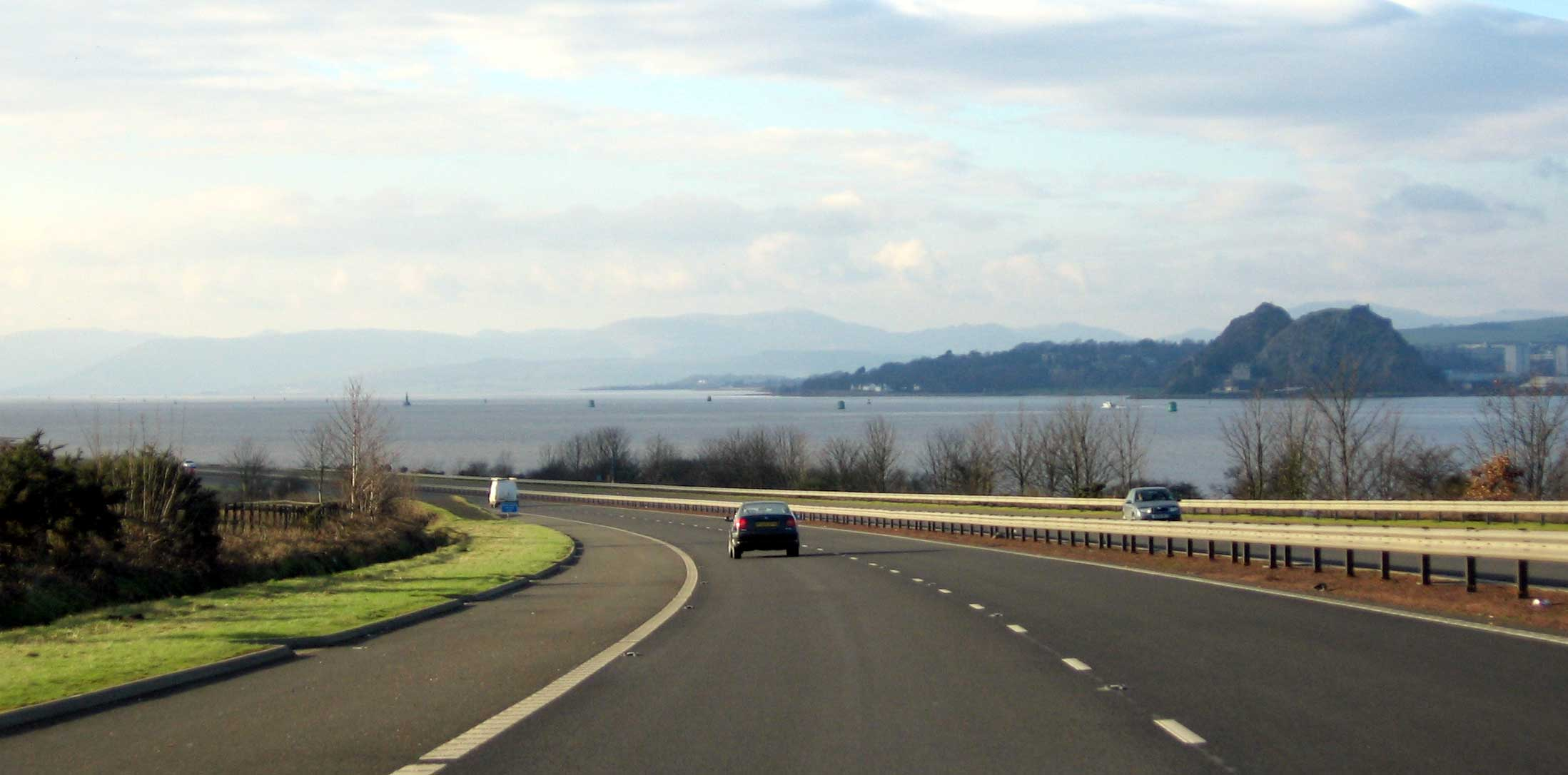
M8 наближається до західної кінцевої станції автомагістралі в Langbank, з краєвидом на Клайд

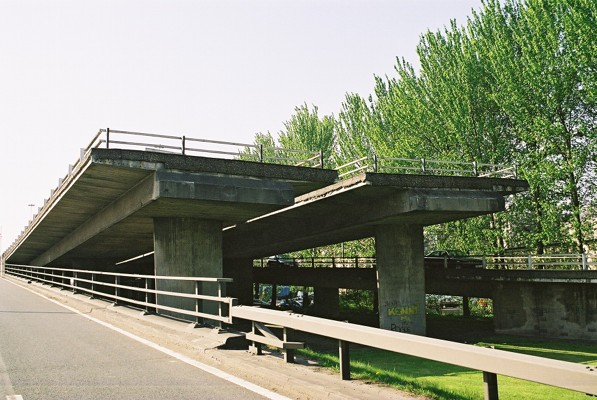
Ця заглушка в районі Традестон, відома як "лижна рампа", є покинутою розв'язкою на південній частині внутрішньої кільцевої дороги Глазго

З появою будівництва автомагістралей у Сполученому Королівстві наприкінці 1950-х років M8 було заплановано як одну з основних нових автомагістралей, призначених для заміни дороги A8 як високопропускної альтернативи для міжміських подорожей. Автомагістраль будувалася поетапно в кілька етапів в обхід міст, починаючи з 1965 року, коли державний міністр у справах Шотландії Джордж Вілліс відкрив об’їзну дорогу Гартхілл. У 1968 році об’їзна дорога Ренфрю була відкрита як A8(M), ставши частиною M8, коли автомагістраль на захід була з’єднана.  Внутрішню частину Глазго було побудовано між 1968 і 1972 роками за схемою, викладеною у звіті Брюса, який був опублікований наприкінці Другої світової війни, і в якому викладено низку ініціатив щодо відновлення міста.  План Брюса перетворився на те, що стане Внутрішньою кільцевою дорогою Глазго, «коробкою» автомагістралі, яка оточуватиме центр міста, з’єднана з об’їзною дорогою Ренфрю на його південно-західному куті, і автомагістраль Монкленд (побудована на колишній трасі каналу Монкленд) у напрямку Единбурга в його північно-східному куті. Разом ці три ділянки автомагістралі складають сучасну М8.

## Критика
Центральна ділянка Глазго M8 є незвичайною серед автомагістралей Великої Британії (і більше схожа на багато міжштатних автомагістралей США) тим, що вона безпосередньо розділяє міський центр міста навпіл, тоді як більшість інших автомагістралей обходять такі центри. Ця ділянка в основному піднесена на бетонному віадуку, знижуючи концентрацію забруднення, але піддаючи шуму та затіненню деякі громадські місця, тераси на даху та інші частини будівель. 
Деякі з'їзди на ділянці Глазго незвичайно в'їжджають і виїжджають з обгінної (правої) смуги.
Автомагістраль включає один із найбільш завантажених річкових переходів у Європі, Кінгстонський міст у Глазго.